# Haralampiusz
Haralampiusz, Charłamp – imię męskie pochodzenia greckiego (Χαραλαμπος). Powstało ze słów χαρα (chara) oznaczającego "szczęście" i λαμπω (lampo) - "błyszczeć, lśnić" i oznacza "jaśniejącego szczęściem". 
Haralampiusz imieniny obchodzi 10 lutego.
Znane osoby noszące imię Haralampiusz:
- Charalambos Ksanthopulos, grecki piłkarz